# PackageKit
PackageKit是由Richard Hughes所開發的自由且開源的应用软件套裝，旨在為多種不同的软件包管理系统提供一個一致的高階前端。
此軟體套裝表面上是跨平台的，但它主要的目標是提供遵循Freedesktop.org標準的Linux发行版之間的互操作性。它使用D-Bus及Polkit提供的函式庫來處理內部進程溝通及取得權限。

## 歷史
PackageKit是由Richard Hughes在他的部落格上於2007年首次提出，現在由一個小型團隊進行開發。Fedora 9 是第一個使用PackageKit作為yum的預設前端的發行版。其在Fedora 10 及 Fedora 11歷經了多次更新。

## 設計
PackageKit本身是一個稱做 packagekitd 的守护进程，它將不同系統中的差異抽象化。另一個稱為 libpackagekit 的函式庫允許其他程式與PackageKit進行互動。
其特性包括：
- 可以從本機檔案、套裝媒體或是遠端資源中進行安裝。
- 使用Polkit（英语：Polkit）取得權限。
- 不會取代已存在的軟體包管理系統。
- 多使用者系統感知 － 它不會允許在事務處理的關鍵部份關機。
- 不使用時可以關閉。

### 前端

packagekitd已經成為Linux桌面與PulseAudio及NetworkManager齊名的守护进程

PackageKit目前有數種前端：

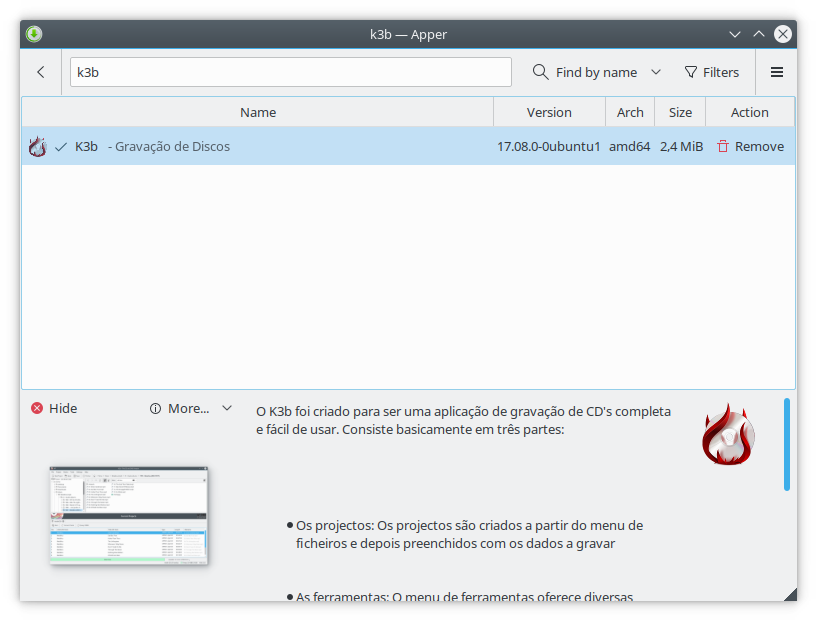
使用Qt的Apper
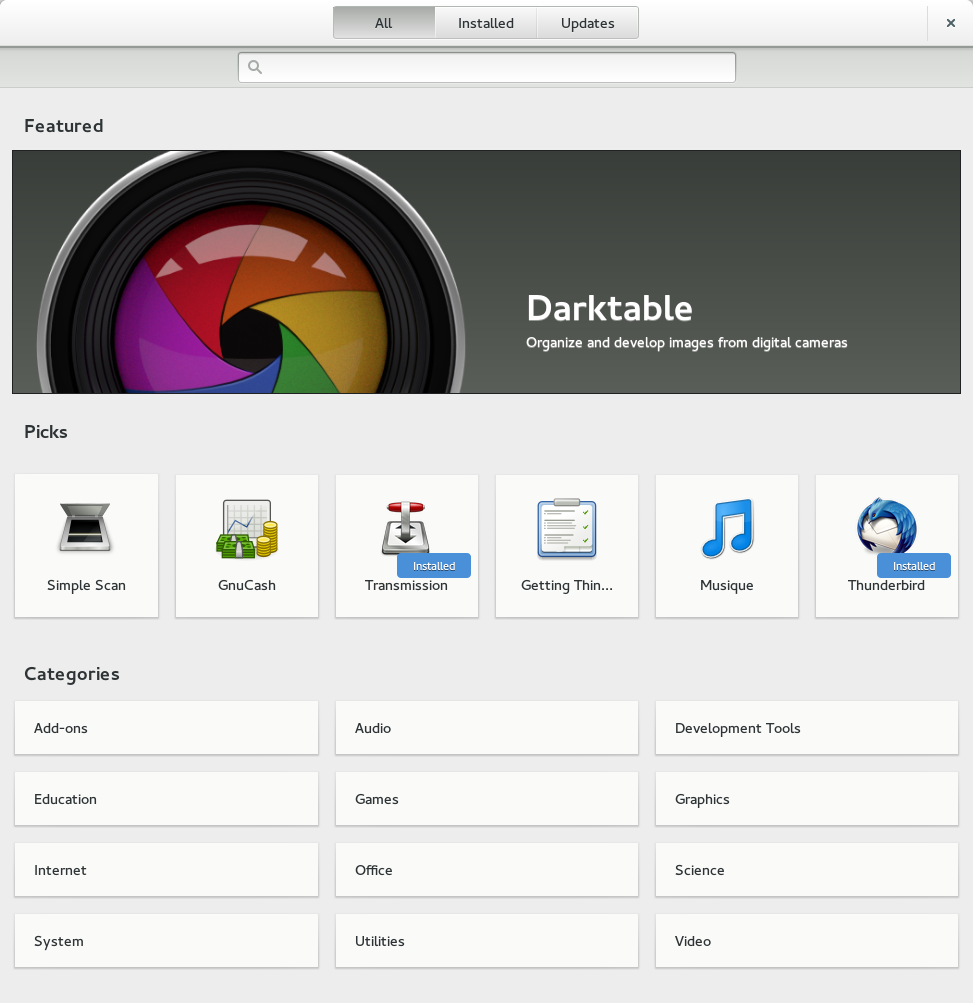
使用GTK+的GNOME Software
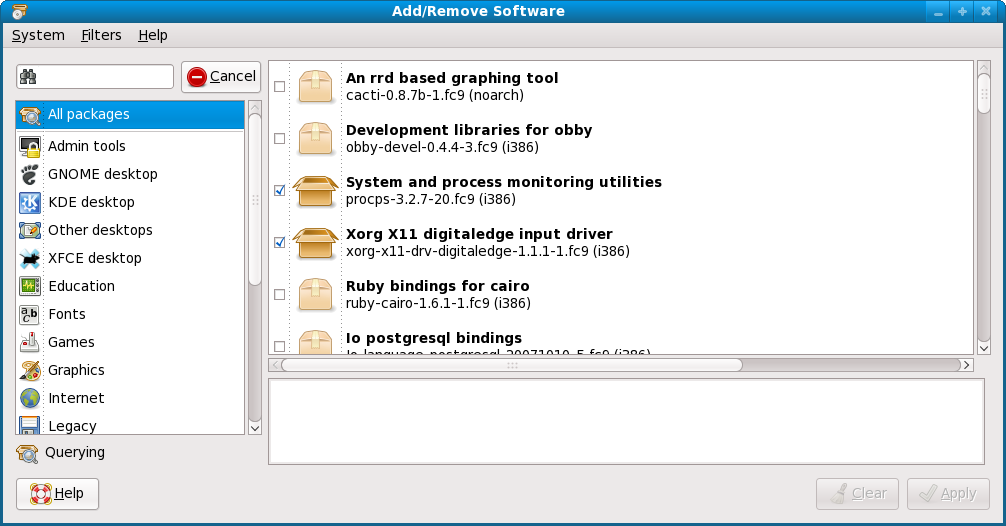
廢棄的gnome-packagekit

- pkcon 供命令行界面使用。

### 後端
許多不同的软件包管理系统（稱為後端）支援多種不同的抽象方法及訊號供前端工具使用。支援的後端包括了：
- APT
- box[來源請求]
- Conary
- DNF
- Sabayon Linux的Entropy（页面存档备份，存于）
- Opkg
- Pacman
- PiSi（英语：PiSi）
- poldek（页面存档备份，存于）
- Portage
- razor（页面存档备份，存于）
- Smart Package Manager
- YUM
- ZYpp
- urpmi

## 外部連結
- Website of PackageKit